# Otto Sjöberg
Per Otto Valdemar Sjöberg, född 16 april 1962, var chefredaktör för Expressen från 2002 fram till januari 2009.

## Biografi
Sjöberg var tidigare chefredaktör på TV4 Interaktiv och har haft chefsbefattningar på Aftonbladet, där han arbetade med bland annat nätupplagan aftonbladet.se, samt var med och startade nöjesbilagan Puls. Han har även arbetat som reporter på Svenska Dagbladet och Expressen, samt varit chefredaktör för Värnpliktsnytt.
Efter en utdragen kris för Expressen under 1990-talet, med sjunkande upplaga och kraftigt försämrat resultat, rekryterades Sjöberg från TV4. Under hans ledarskap återhämtade sig Expressens upplaga något genom att man profilerade sig som en klassisk tabloid.
Under 2005 skrev Expressen en lång rad artiklar om Mikael Persbrandt, som kom att känna sig förföljd av tidningen. Det hela kulminerade i december med en felaktig artikel om att Persbrandt var akut alkoholförgiftad och intagen på behandlingshem. Först flera dagar efter att artikeln dementerats och hot om stämning framförts bad Sjöberg om ursäkt.
Den 18 maj 2006 beslöt justitiekansler Göran Lambertz att väcka åtal mot Sjöberg i egenskap av ansvarig utgivare för grovt förtal mot Persbrandt. Sjöberg blev fälld för förtal, dock ej grovt förtal, av en enig jury samt av tingsrätten. Ingen av de inblandade beslöt att överklaga domen, varför den vann laga kraft.
Den 10 december 2008 meddelades att Sjöberg avgår som chefredaktör och ansvarig utgivare på Expressen.
Den 2 juni 2010 fälldes Sjöberg, av Stockholms tingsrätt, åter för förtal, den här gången grovt förtal. Brottet begicks under hans tid som chefredaktör på Expressen. Svea Hovrätt fastställde tingsrättens dom i maj 2013.
Sjöberg var verkställande direktör för Norstedts förlagsgrupp 2014-2019 